# Eiphosoma mexicanum
Eiphosoma mexicanum är en stekelart som beskrevs av Cresson 1874. Eiphosoma mexicanum ingår i släktet Eiphosoma och familjen brokparasitsteklar. Inga underarter finns listade i Catalogue of Life.